# Kim Yeon-koung
Kim Yeon-Koung (em coreano:김연경  pronunciado [kimjʌnɡjʌŋ]; Ansan, 26 de Fevereiro de 1988) é uma voleibolista sul-coreana que atuava na posição de ponteira. Defendeu de 2011 a 2017 o time turco Fenerbahçe. Nas olímpiadas de 2012 Kim levou de maneira surpreendente a seleção da Coreia ao 4º lugar (a melhor posição do país desde 1976 quando ficou com a 3ª colocação) perdendo a disputa do bronze para a seleção japonesa. Nesta competição ganhou os prêmios de Maior Pontuadora e de MVP. Em 2014 ganhou a medalha de ouro nos Jogos Asiáticos ao bater a Seleção Chinesa por 3 sets a 0.
No ano de 2013 envolveu-se em uma polêmica com o seu ex-clube o Heungkuk. O clube acusou a jogadora de quebra de contrato e exigiu sua volta ao país para defender o time. Como já estava apalavrada com o Fenerbahce, Kim ameaçou não defender mais a sua seleção e abandonar o esporte. Depois da ameaça o ´time coreano retirou a acusação e a jogadora voltou a defender as cores de seu país. 

## Clubes
- Incheon Heungkuk Life Pink Spiders (2005–2009)
- JT Marvelous (2009–2011)
- Fenerbahçe (2011−17)
- Shanghai (2017-2018)
- Eczacıbaşı VitrA (2018−2020)
- Heungkuk Pink Spiders (2020-)[7]

## Conquistas

### Clubes
- 2005-2006  - Campeonato Coreano
- 2006-2007  - Campeonato Coreano
- 2008-2009  - Campeonato Coreano
- 2009-2010  - Campeonato Japonês
- 2009-2010  - Copa do Japão
- 2011  - Supercopa Turca
- 2011-2012  - Champions League
- 2012-2013  - CEV Cup
- 2013-2014  - Copa Turca
- 2014  - Supercopa Turca
- 2013-2014 - CEV Cup
- 2013-2014  - Campeonato Turco
- 2014-2015  - Copa da Turquia [8]
- 2014-2015  - Campeonato Turco
- 2016-2017  - Copa da Turquia
- 2016-2017  - Campeonato Turco
- 2017-2018  - Campeonato Chinês
- 2018  - Supercopa Turca
- 2018  - Mundial de Clubes

### Seleção
- 2010  - Jogos Asiáticos
- 2010  - Copa Asiática
- 2011  - Campeonato Asiático
- 2013  - Campeonato Asiático
- 2014  - Jogos Asiáticos
- 2015  - Campeonato Asiático [9][10]

## Prêmios Individuais
- Campeonato Coreano - MVP das finais dos anos de 2006,2007 e 2009
- Campeonato Coreano 2007-2008 - MVP
- Campeonato Japonês 2009-2010 - Maior Pontuadora
- Copa dos Campeões de 2009 - Maior Pontuadora
- Campeonato Asiático de 2009 - Maior Pontuadora
- Copa Asiática de 2010 - Maior Pontuadora
- Copa Asiática de 2010 - Melhor Atacante
- Campeonato Japonês 2010-2011 - MVP
- Campeonato Asiático de 2011 - Maior Pontuadora
- Campeonato Asiático de 2011 - Melhor Atacante
- Champions League 2011-2012 - MVP
- Champions League 2011-2012 - Maior Pontuadora
- Jogos Olímpicos de 2012 - MVP
- Jogos Olímpicos de 2012 - Melhor Atacante
- CEV Cup 2012-2013 - Maior Pontuadora
- CEV Cup 2012-2013 - Melhor Sacadora
- CEV Cup 2012-2013 - Melhor Atacante
- Gwardia Cup 2012-2013 - Maior Pontuadora
- Campeonato Turco 2012-2013 - Melhor Atacante
- Campeonato Turco 2012-2013 - Maior Pontuadora
- Campeonato Asiático de 2013 - Maior Pontuadora
- Campeonato Asiático de 2013 - Melhor Sacadora
- CEV Cup 2013-2014 - MVP
- CEV Cup 2013-2014 - Maior Pontuadora
- CEV Cup 2013-2014 - Melhor Sacadora
- CEV Cup 2013-2014 - Melhor Atacante
- Campeonato Turco 2014-2015 - MVP
- Campeonato Turco 2014-2015 - Melhor Atacante
- Campeonato Turco 2014-2015 - Maior Pontuadora
- Supercopa Turca 2015 - MVP
- Copa da Turquia 2015 MVP